# Bandera de las Islas Pitcairn
La bandera de las Islas Pitcairn, un territorio británico de ultramar, fue adoptada el 2 de abril de 1984. 
Esta bandera es una enseña azul británica, en la que figura la Union Jack en el cantón e incorpora el escudo del archipiélago en la parte más alejada del mástil. La enseña azul es la bandera utilizada con más frecuencia por las dependencias británicas y algunas instituciones británicas de carácter gubernamental. En la actualidad cuatro países que son antiguas colonias del Reino Unido; a saber, Australia, Nueva Zelanda, Fiyi y Tuvalu utilizan el diseño de la enseña azul en sus banderas nacionales.
En el escudo figura un ancla que representa al navío Bounty que sufrió un motín en 1789. Los participantes buscaron refugio en la única isla actualmente habitada del archipiélago. Muchos habitantes actuales son descendientes suyos.
- Datos: Q235846
- Multimedia: Flags of the Pitcairn Islands / Q235846